# Křenovice horní nádraží
Křenovice horní nádraží – stacja kolejowa w Křenovice, w kraju południowomorawskim, w Czechach. Znajduje się na linii kolejowej Brno – Przerów, na wschód od Brna. Znajduje się na wysokości 220 m n.p.m.
Jest zarządzana przez Správę železnic. Na stacji znajdują się kasy biletowe, na których istnieje możliwość zakupu biletów na wszystkie pociągi, w tym międzynarodowe, oraz rezerwacji miejsc.

## Linie kolejowe
- 300 Brno - Přerov